# Ci saranno giorni migliori
Ci saranno giorni migliori è un album di Riccardo Fogli, uscito nel 2005.
È il primo disco di inediti del nuovo millennio, prodotto da un'importante emittente radiotelevisiva italiana. Gran parte dei brani del disco sono scritti dal cantautore Gatto Panceri, Riccardo firma il testo di Profumo di lei. Si aggregano anche Dodi Battaglia, che firma le musiche e suona la chitarra in Amori belli, amori brutti, e Fio Zanotti (arrangiatore anche dei Pooh) in Per te io canto. Il brano La Forza Che Ci Muove è scritto da Gatto Panceri e Giampietro Felisatti.
Viene estratto anche il singolo Non finisce qui, mentre Io non canto (senza te) è una versione diversa del brano presentato l'anno precedente (per la stessa etichetta) da Dennis.
Questo lavoro frutta a Fogli il Premio Speciale ai Venice Music Awards.

## Tracce
1. Ci Saranno Giorni Migliori
2. Profumo Di Lei
3. La Vita, La Vie
4. Amori Belli, Amori Brutti
5. Notte
6. Incontro Alla Vita
7. Ti Voglio Al Primo Posto
8. Per Te Io Canto
9. La Forza Che Ci Muove
10. Io Non Canto (Senza Te)
11. Non Finisce Qui

## Formazione
- Riccardo Fogli - voce
- Dodi Battaglia - chitarra acustica, chitarra elettrica
- Giordano Mazzi - programmazione
- Fio Zanotti - tastiera, pianoforte, programmazione
- Nicola Fanari - programmazione
- Elvezio Fortunato - chitarra acustica, chitarra elettrica
- Marco Mariniello - basso
- Diego Corradin - batteria
- Giuliano Boursier - tastiera, pianoforte, programmazione
- Massimo Varini - chitarra acustica, chitarra elettrica
- Cesare Chiodo - basso
- Alfredo Golino - batteria
- Lorenzo Poli - basso
- Lele Melotti - batteria
- Chicco Gussoni - chitarra acustica, chitarra elettrica
- Emanuela Cortesi, Andrea Lo Pizzo, Silvio Pozzoli - cori